# Area4

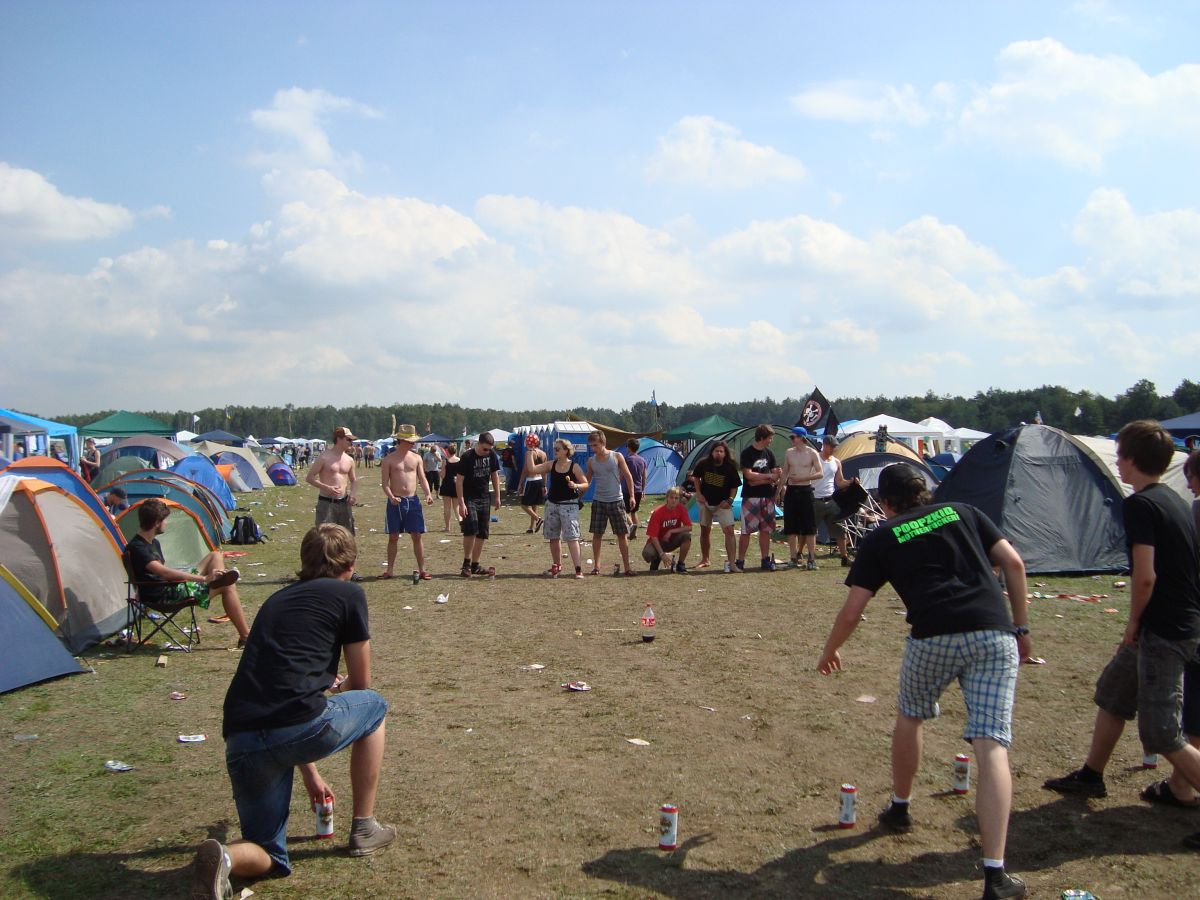
Flunkyball-Spiel (Sam) auf dem Campingbereich 2010

Das Area4-Festival war ein Rockfestival, das von 2005 bis 2012 von FKP Scorpio veranstaltet wurde. Ab 2007 fand es in der Nähe von Lüdinghausen in Nordrhein-Westfalen auf dem Flugplatz Borkenberge statt. Mit 23.000 Gästen war das Festival im Jahr 2010 am besten besucht.

## Entwicklung
Am 25. Juni 2005 fand das Area4-Festival vor etwa 10.000 Zuschauern auf dem Gelände der König-Pilsener-Arena in Oberhausen statt. Die Bands The White Stripes und The Mars Volta sagten ihre Auftritte relativ kurzfristig ab.
Im nächsten Jahr sollte das Festival auf dem Verkehrslandeplatz Borkenberge in Lüdinghausen stattfinden und drei Tage, statt wie 2005 nur einen Tag dauern. Aufgrund der Absage der Europatour des geplanten Headliners Audioslave sowie eines anderen nicht genannten Acts entschied man allerdings, die Veranstaltung als zweitägiges Festival im Nordsternpark in Gelsenkirchen auszutragen. Jimmy Eat World und Seeed waren dafür bestätigt. Aufgrund diverser Schwierigkeiten wurde allerdings auch diese kleine Festivalversion abgesagt, so dass 2006 gar kein Area4 stattfand.
Erst 2007 fand das Festival wie geplant auf dem Flugplatz Borkenberge statt. Auf einer Bühne traten vom 24. bis zum 26. August 25 Bands vor rund 10.000 Zuschauern auf; im Vorverkauf wurden 7500 Eintrittskarten verkauft. Die Band Silverchair musste aufgrund einer Lebensmittelvergiftung und eines daraus resultierenden Krankenhausaufenthalts in Frankreich ihren Auftritt absagen. Ebenfalls wegen Krankheit fehlte Boozed.
Das nächste Area4-Festival fand vom 29. bis zum 31. August 2008 statt. Neben der Hauptbühne wurde auf dem Festivalgelände außerdem eine kleinere Zeltbühne errichtet, in der Coca-Cola die Soundwave Discovery-Tour mit Newcomerbands abhielt. Der Rockpalast war als Präsentator dabei und schnitt verschiedene Auftritte mit. Diese werden in mehreren Folgen gesendet. Außerdem wurde das Endspiel des Festival Soccer Cup 2008 auf dem Festival Area4 ausgetragen. Des Weiteren wurden die Park- und Campingflächen vergrößert, um den ca. 15.000 angereisten Besuchern Platz bieten zu können.
Slipknot mussten ihren Auftritt kurzfristig wegen eines Knöchelbruchs des Drummers absagen. Als Ersatz für Slipknot wurde am Montag vor dem Area4 Soulfly bestätigt.
2009 fand das Area4 vom 21. bis zum 23. August statt. Mehr als 20.000 Besucher kamen zu diesem Festival. Ill Scarlett sagten ihren Auftritt zehn Tage vor Beginn ab. Dafür konnten die Organisatoren Everlaunch als Act gewinnen.
Für das Jahr 2010 wählte man das Wochenende vom 20. bis zum 22. August. Es nahmen mehr als 23.000 Menschen am Festival teil.
Die Karten für das vom 19. bis 21. August 2011 stattfindende Festival kosteten mit 99 Euro zwar mehr als im Vorjahr, jedoch stieg das enthaltene Müllpfand von 5 auf 10 Euro an und die Bands traten erneut auf zwei Bühnen auf. Außerdem hatte man ab 2011 die Möglichkeit, zwischen normalem Camping und dem sogenannten „Green Camping“ zu wählen. Als Alternative zum Infoheft in den Vorjahren gab es seit 2011 auch eine Festival-App für Android und iOS. In diesem Jahr kamen rund 20.000 Besucher zur dreitägigen Veranstaltung.
2012 fand das Festival vom 17. bis zum 19. August statt. Es kamen 16.000 Besucher.
Am 14. November 2012 wurde eine Fortsetzung für 2013 aus Kostengründen abgesagt, da das Festival seit Jahren rote Zahlen schrieb. Jasper Barendregt, Festivalleiter bei Veranstalter FKP Scorpio, sagte dazu: „Wir haben uns die Entscheidung wirklich nicht leicht gemacht. Aber wir schreiben mit dem AREA 4 seit Jahren rote Zahlen. Mit den Besucherzahlen der vergangenen Jahre ist das Verhältnis anspruchsvolles Line-up, gute Infrastruktur und bezahlbare Ticketpreise finanziell zu Lasten der Veranstalter gegangen. Als Unternehmer können wir diese Schieflage nicht ewig tragen.“ Einen Tag später gab der Veranstalter bekannt, dass man für das Festival derzeit keine Zukunft sehe.

## Termine und Bands

### 25. Juni 2005
Headliner: System of a Down
80's Matchbox B-Line Desaster, 4Backwoods, Aereogramme, Alter Bridge, Beatsteaks, Boss Martians, Finch, Golden Horse, Helmet, Kettcar, Madsen, Motörhead, Nine Inch Nails, Slut, Tamoto
Absagen: The White Stripes, The Mars Volta

### 1. September 2006
Ursprünglich bestätigt:
Headliner: Audioslave
Jimmy Eat World, Less Than Jake, Seeed

### 24. August bis 26. August 2007
Headliner: Tool, Billy Talent, NOFX
… And You Will Know Us by the Trail of Dead, Art Brut, Blackmail, Donots, Eagles of Death Metal, From Autumn to Ashes, Itchy Poopzkid, Jingo de Lunch, Juliette and the Licks, Leo Can Dive, Madsen, Mando Diao, Muff Potter, Soulfly, Sparta, The 69 Eyes, The Datsuns, The Draft, The Films, The Hives, The (International) Noise Conspiracy, Turbostaat
Absagen: +44, Boozed, Silverchair

### 29. August bis 31. August 2008
Headliner: Die Ärzte, Soulfly, The Hives, Apocalyptica
aVid, Bad Religion, Beta Satan, Biffy Clyro, Black Box Revelation, Blood Red Shoes, Bloodlights, Cellard’or, C for Caroline, Disco Ensemble, Dredg, El*Ke, Everblame, Gogol Bordello, Goldfinger, Hutchinson, I Am Kloot, Kamikazekid, Kilians, Leo Can Dive, Less Than Jake, Louis XIV, Madsen, Mikroboy, Millencolin, Mr. Virgin & His Love Army, Paulus, Pennywise, Piazumanju, Plain White T’s, Playfellow, RainteaR, Samavayo, Scars on Broadway, Science Fiction Army, Serj Tankian and the F.C.C., Smoke Blow, Stereo Inn, The Blackout, The Checks, The Folks, The Futureheads, The Gaslight Anthem, Ghost of Tom Joad, The Hives, The Sounds, The Subways, Year Long Disaster
Absagen: Slipknot

### 21. August bis 23. August 2009
Headliner: Die Toten Hosen, Faith No More, Rise Against
AFI, Alberta Cross, Anti-Flag, Baddies, Bombay Bicycle Club, Broilers, Callejon, C. J. Ramone, Deftones, Eagles of Death Metal, Everlaunch, Farin Urlaub Racing Team, Jet, Kettcar, Life of Agony, Mad Caddies, Panteón Rococó, Revolving Door, Rival Schools, The Get Up Kids, The Offspring, Thursday, Turbostaat, Zebrahead, Samavayo
Absagen: Ill Scarlet

### 20. August bis 22. August 2010
Headliner: Placebo, Blink-182, Billy Talent
Alain Johannes, All Time Low, Bela B y los Helmstedt, Biffy Clyro, Black Rebel Motorcycle Club, Caliban, Comeback Kid, Donots, Editors, Frank Turner, Gogol Bordello, Kylesa, Long Distance Calling, Minus the Bear, Monster Magnet, Parkway Drive, Queens of the Stone Age, State Radio, The Gaslight Anthem, The Sounds, Thrice, Twin Atlantic, WIZO
Absagen: The Ocean

### 19. August bis 21. August 2011
Headliner: 30 Seconds to Mars, Dropkick Murphys, Deichkind
Airship, Blood Red Shoes, Danko Jones, Deftones, Disco Ensemble, Escapado, Face to Face, Feeder, Friska Viljor, Hot Water Music, Ignite, Jimmy Eat World, Johnossi, Kakkmaddafakka, Karnivool, Madsen, Mini Mansion, NOFX, No Use for a Name, Panteón Rococó, Rival Schools, Royal Bangs, Royal Republic, Skindred, The Black Pacific, The Blackout, The Bouncing Souls, The Bronx, The Computers, The Kooks, The Menzingers, The Mighty Mighty Bosstones, The National, The Ocean, Title Fight, Turbostaat, Tusq, Thees Uhlmann & Band, Underoath, Veara, Vs. Rome, White Denim, White Lies, Yellowcard, Young Rebel Set, Zebrahead
Absagen: Jupiter Jones, das Konzert von The Kooks musste abgebrochen werden, weil ein Sturm aufzog.

### 17. August bis 19. August 2012
Headliner: Beatsteaks, Social Distortion, Bullet for My Valentine
Alberta Cross, A Wilhelm Scream, Adolar, Agnostic Front, Average Engines, Baroness,  Bondage Fairies, Boysetsfire, Casper, Darkest Hour, Dispatch, Donots, Egotronic, Every Time I Die, Good Riddance, Graveyard, Heaven Shall Burn, Kettcar, Kilians, Kvelertak, Kylesa, Letlive., Long Distance Calling, Me First and the Gimme Gimmes, Montreal, Nations Afire, Neaera, Norma Jean, O’Brother, Polar Bear Club, Pulled Apart by Horses, Radio Havanna, Saves the Day, Sick of It All, Slime, Sondaschule, Sportfreunde Stiller, Supershirt, The Bots, The Crookes, The Flatliners, The Gaslight Anthem, The Joy Formidable, The Subways, The Wombats, Timid Tiger, Touché Amoré, We Are Augustines, We Are the Ocean